# Türkische Botschaft Moskau

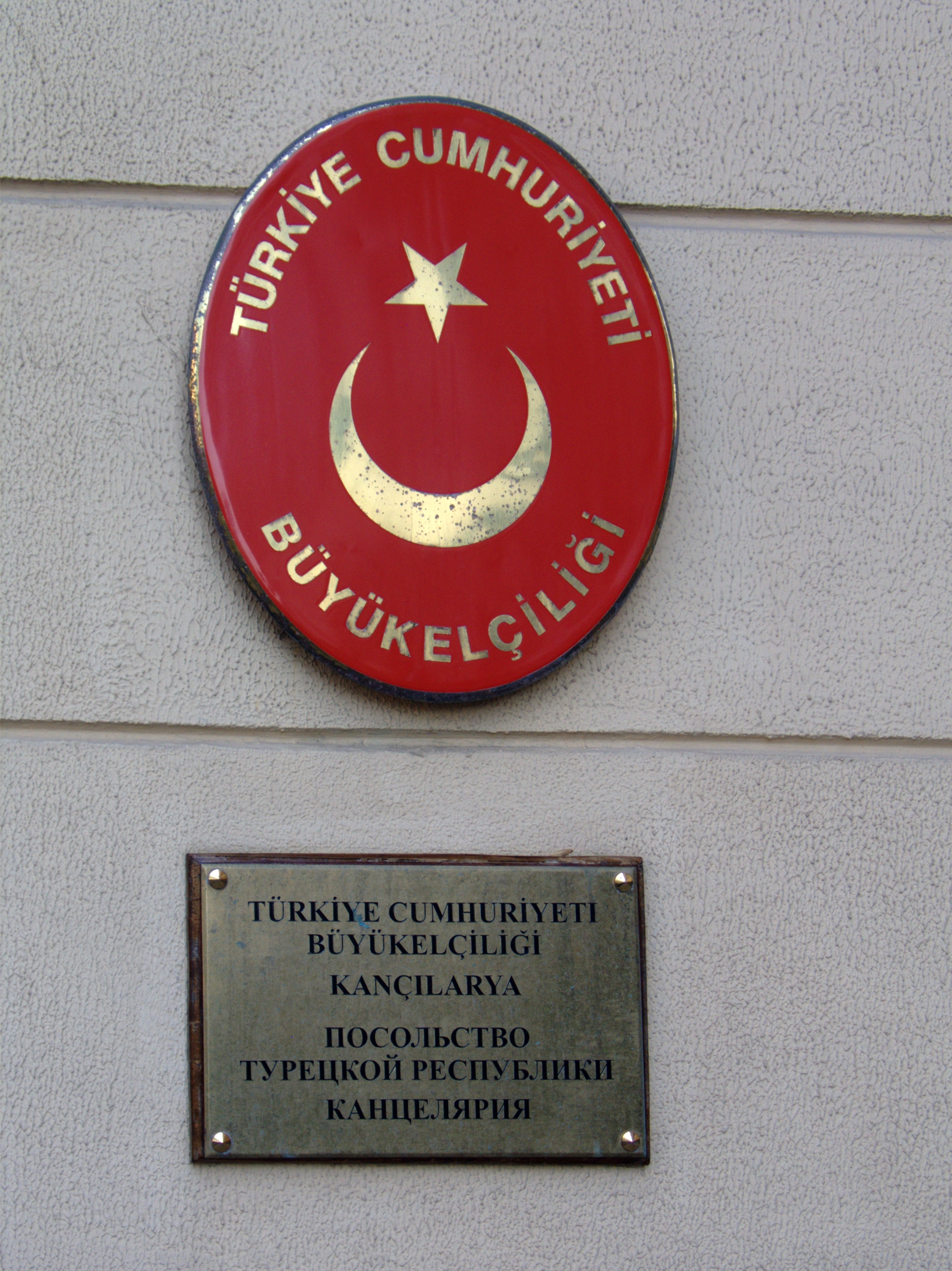

Die Türkische Botschaft Moskau (offiziell: Botschaft der Republik Türkei Moskau; Türkiye Cumhuriyeti Moskova Büyükelçiliği oder T.C. Moskova Büyükelçiliği) ist die höchste diplomatische Vertretung der Republik Türkei in der Russischen Föderation. Seit 2010 residiert Aydın Adnan Sezgin als Botschafter der Republik Türkei in dem Botschaftsgebäude.